# Philosina
Philosina is een geslacht van libellen (Odonata) uit de familie van de Megapodagrionidae (Vlakvleugeljuffers).

## Soorten
Philosina omvat 2 soorten:
- Philosina alba Wilson, 1999
- Philosina buchi Ris, 1917